# Олів Денніс
Олів Ветцель Денніс (англ. Olive Wetzel Dennis; 1885–1957) — американська інженерка, винахідниця. Її новаторські ідеї значно покращили комфорт залізничних пасажирських перевезень.

## Біографія
Народилася в містечку Торлоу (сьогодні частина міста Честер), штат Пенсільванія. Виросла у Балтіморі.

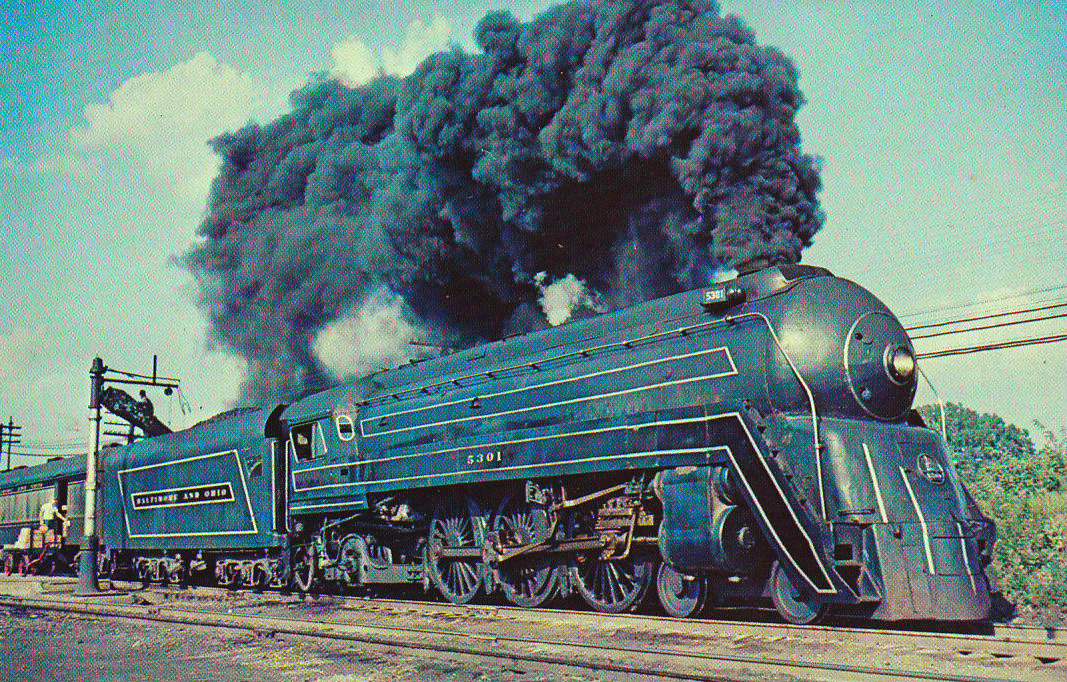
Потяг «Cincinnatian», фото 1956 року

У 1908 році отримала ступінь бакалавра гуманітарних наук, а в наступному році ступінь магістра з математики Колумбійського університету. Деякий час викладала у школі у Вісконсині. Згодом вирішила вивчати Цивільне будівництво. У 1920 році отримала ступінь з цивільної інженерії у Корнельському університеті. Того ж року її прийняли у компанію «Baltimore and Ohio Railroad» (Залізниця Балтимора та Огайо). Вона займалася проектуванням мостів. Перший спроектований нею міст був збудований в окрузі Пейнсвіль, штат Огайо. Наступного року керівництво залізниці дало наказ покращити комфорт для пасажирів залізниці. Було створено посаду «сервісний інженер», а оскільки президент залізниці вважав, що з таким завданням найкраще справиться жінка-інженер, на цю посаду призначено Олів Денніс. Таким чином Денніс стала першим сервісним інженером у США. Перший потяг з покращений комфортом за проектом Денніс під назвою «Cincinnatian», що включав всі її нововведення, почав курсувати у 1947 році. Історики зійшлися на тому, що «Cincinnatian» був вінцем її кар'єри. Олів Денніс стала першою жінкою-членом Американської залізничничної інженерної асоціації (зараз Американська залізнична інженерно-технічна асоціація, AREMA).

## Нововведення
Серед нововведень, які запропонувала пані Денніс на пасажирських поїздах були регульовані сидіння; стійка до плям оббивку сидінь та салону; більші вбиральні для жінок з одноразовими паперовими рушниками, рідким милом і чашкою для пиття; індивідуальні світильники для читання, які можна затіняти вночі; індивідуальні вентиляційні отвори для кожного пасажира; механічне кондиціонування повітря. З часом інші залізничні перевізники перейняли ці інновації, а опісля нововведення почали використовувати в автобусах та пасажирських літаках.
Хоча нововведення придумані та запропоновані Денніс, майже всі права на винаходи та патенти належали залізниці. На Олів Денніс був оформлений патент на систему вентиляції залізничного транспортного засобу.